# Antoine Vollon
Antoine Vollon (23 de abril de 1833 - 27 de agosto de 1900) fue un pintor realista francés, más conocido como pintor de bodegones, paisajes y figuras. Durante su vida, Vollon fue una celebridad, disfrutó de una excelente reputación y fue llamado "pintor de pintores". En 2004, la entonces galería Pace Wildenstein de Nueva York sugirió que su "lugar en la historia de la pintura francesa aún no se ha evaluado adecuadamente".

## Familia y primeros años
Vollon nació hijo de un artesano ornamental en Lyon. Aprendió a pintar por sí mismo. Comenzó como aprendiz de grabador en metal y estudió con Jehan Georges Vibert en la École des Beaux-Arts de Lyon de 1850 a 1853 para convertirse en grabador. Luego trabajó en la decoración de ollas y estufas esmaltadas. En 1860, él y Marie-Fanny Boucher se casaron y  tuvieron dos hijos, Alexis y Marguerite.

## París y convertirse en pintor
En 1859 se traslada a París, con la intención de convertirse en pintor. Allí se hizo alumno de Théodule Ribot y fue influenciado por los pintores de bodegones holandeses del siglo XVII. Se hizo amigo de Alexandre Dumas, Jean-Baptiste Carpeaux, Honoré Daumier y Charles-François Daubigny. Vollon una vez se describió a sí mismo como un joven artista "locamente enamorado de la pintura".

## Figuras y bodegones

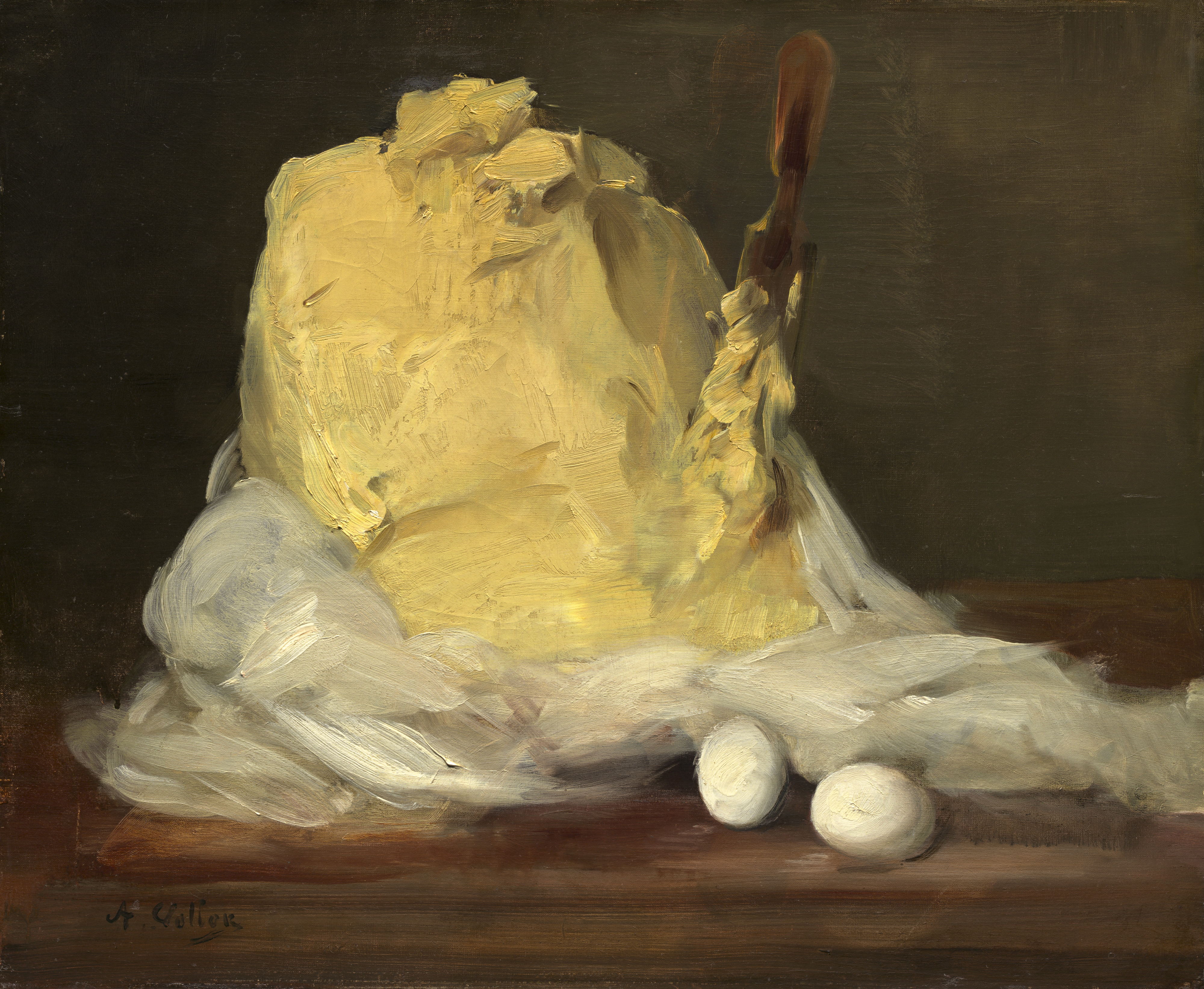
Se decía que Mound of Butter (1875–85; National Gallery of Art) parecía tan real que podría haber sido pintada con mantequilla.

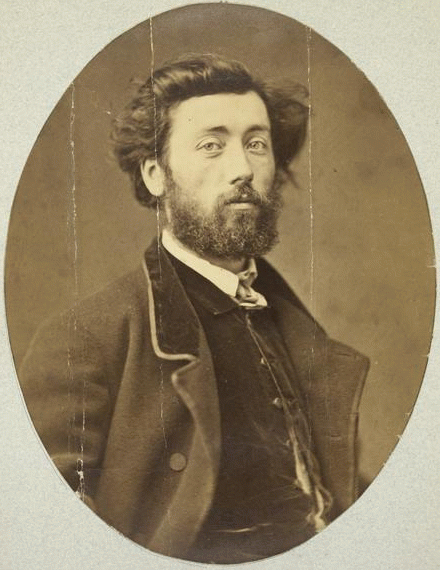
Vollon en 1858 por Petit

Vollon aspiraba también a pintar figuras y no sólo bodegones que eran el género más bajo aceptable para el Salón. Presentó una pintura de una mujer que lleva una gran cesta a la espalda, Femme du Pollet à Dieppe (Seine-Inferieure), al Salón de 1876, donde ganó el primer premio y recibió excelentes críticas. Sin embargo fue criticado por Édouard Manet, quien dijo: "Bah! ¿que es la mujer de Vollon? Una canasta que camina" ( en francés: Bah! . . . qu'est-ce que la Femme de Vollon? un panier qui marche) que la estigmatizó. Según Carol Forman Tabler, curadora y profesora de arte que escribió su disertación sobre Vollon, escribiendo para Nineteenth-Century Art Worldwide:
"De un solo golpe, el ingenio de Manet expuso la disyuntiva bodegón/figuras y Vollon fue desterrado una vez más a una identidad inamovible como pintor de bodegones".

## Años posteriores y premios
Carol Forman Tabler escribió:
    "Una vez que Vollon comenzó a exhibir en el Salón, rápidamente obtuvo el reconocimiento de los críticos y el público en general y, lo que es más importante, de la burocracia del Segundo Imperio. Había aprendido a jugar el juego político que le ganaría el patrocinio del Estado y le permitiría ganar numerosos premios..."
Tabler describe su ambición y las estrategias que Vollon usó para asegurarse un lugar en la historia. Después de un año en el Salon des Refusés en 1863, a partir de 1864 expuso su obra en el Salón de París. Vollon ganó una medalla de tercera clase en 1865, una de segunda clase en 1868 y una de primera clase en 1869. Vollon fue miembro del jurado del Salón durante al menos diez años a partir de 1870.
Las naturalezas muertas de Jean-Baptiste Olive (1848-1936) fueron influenciadas por sus obras. Vollon también tuvo alumnos, entre los que se encontraban Raymond Allègre (1857-1933), Joseph Garibaldi (1863-1941), Henri Michel-Lévy (1845-1914), Théo Mayan (1860-1936) y Gustave le Sénéchal de Kerdréoret (1840- 1933).
Se convirtió en Caballero de la Legión de Honor en 1870, y ocho años más tarde recibió la cruz de Oficial. Fue elegido miembro de la Académie des Beaux-Arts en 1897. En 1900 fue galardonado con el Gran Premio en la Exposición Universal de París.
En julio de ese mismo año, Vollon sufrió un derrame cerebral mientras pintaba en Versalles y luego cogió fiebre. Murió poco después, el 27 de agosto de 1900, a la edad de 67 años. Está enterrado en el cementerio Père Lachaise, en el distrito XX de París.

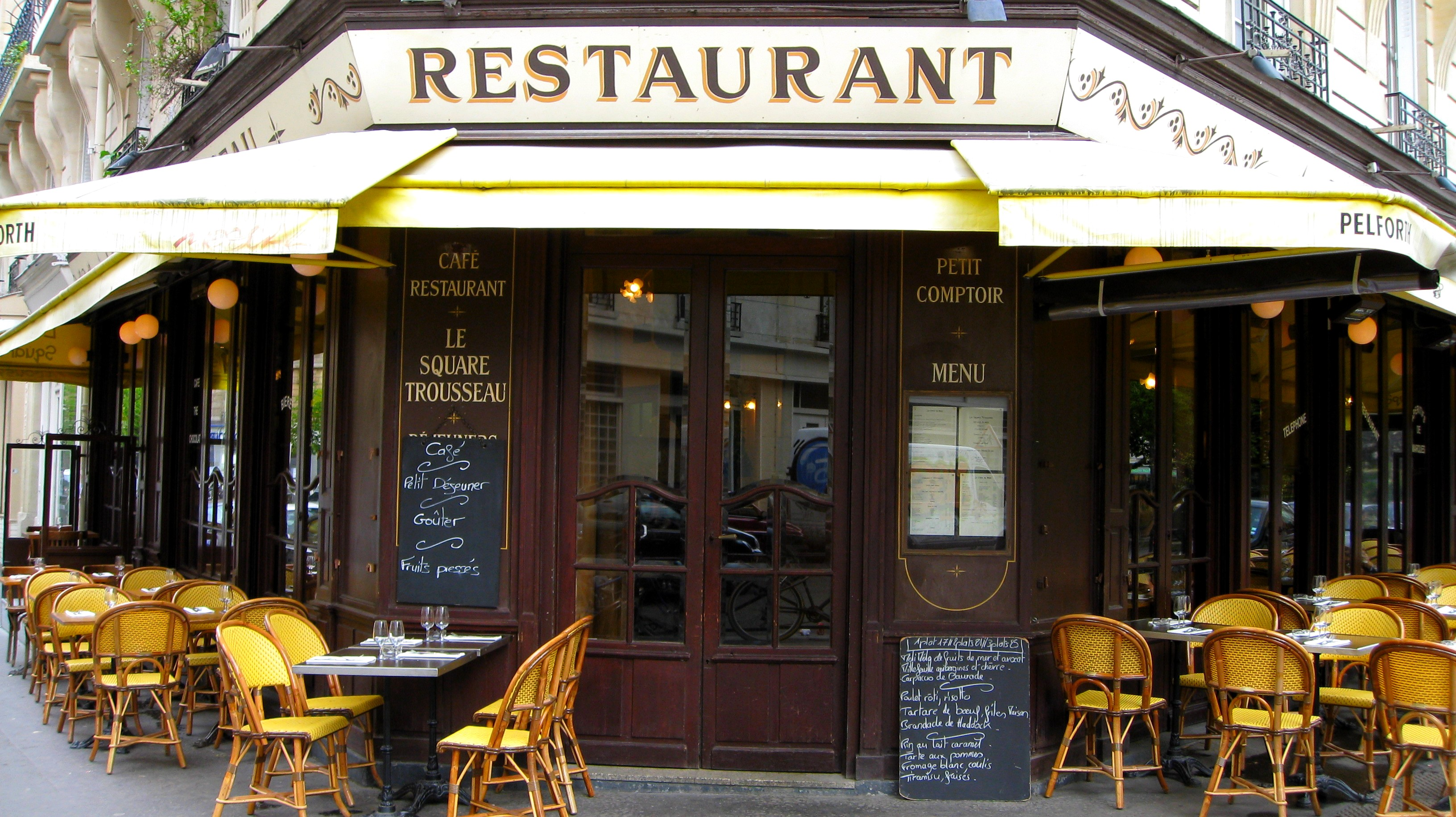
Un restaurante en la Rue Antoine Vollon en París

## Legado
Wildenstein mostró más de 70 obras de Vollon en Manhattan en 2004. Para The New York Times, un crítico escribió: "Vollon huele demasiado a otros artistas para ser verdaderamente importante, pero sus sensuales revolcones en la pintura bien merecen una atención más amplia". Pero un crítico anterior del mismo periódico cita a un crítico que escribió en 1883: "Él es, quizás, el pintor vivo más grande..." 
Su hijo Alexis Vollon (1865-1945) también fue pintor.
Dos calles en Francia llevan su nombre: Rue Antoine Vollon en Bessancourt y en París, mientras que una intersección con una fuente en Lyon se llama Place Antoine Vollon.

## Galería

Selección de obras
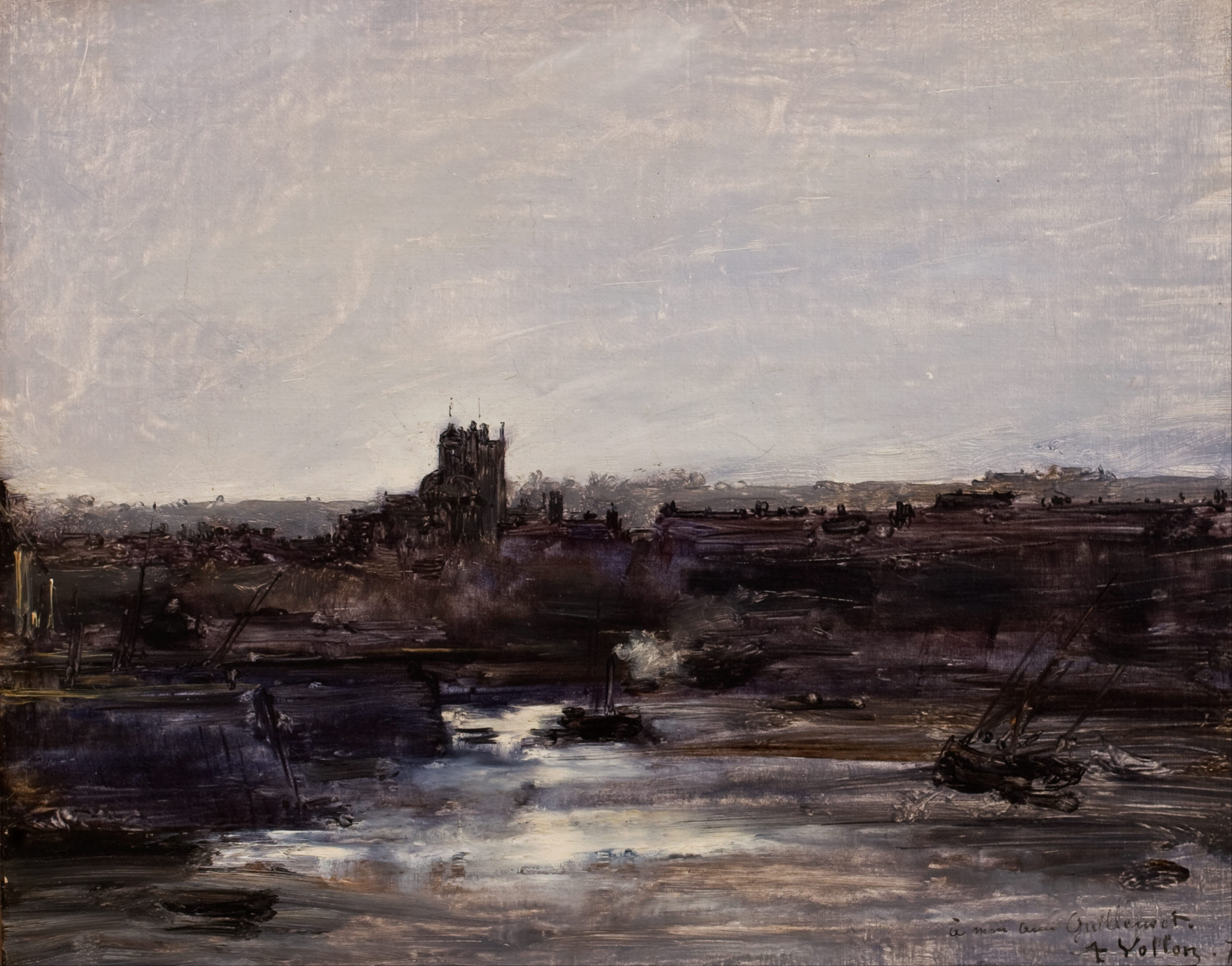
Dieppe, 1873
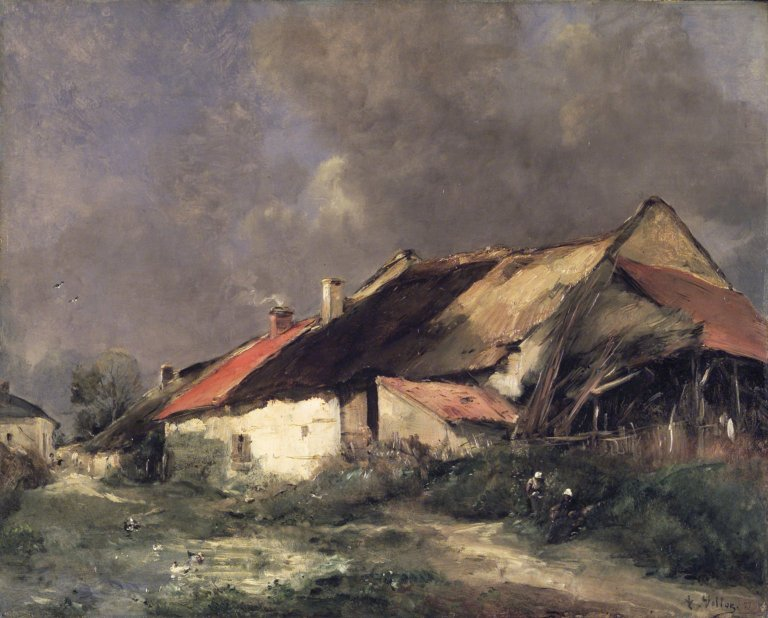
[5] Después de la tormenta Brooklyn Museum  (c. 1877)
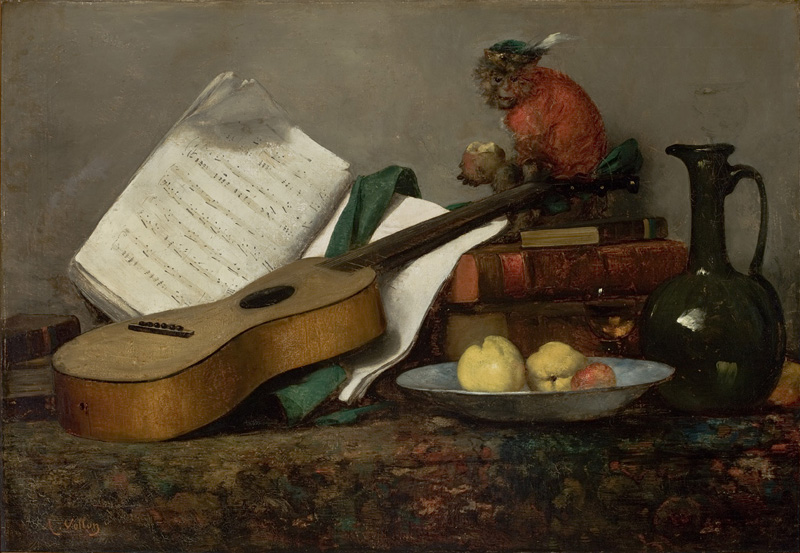
Singeries (monkeys engaged in human activities).
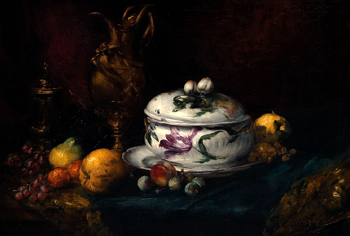
Bodegón
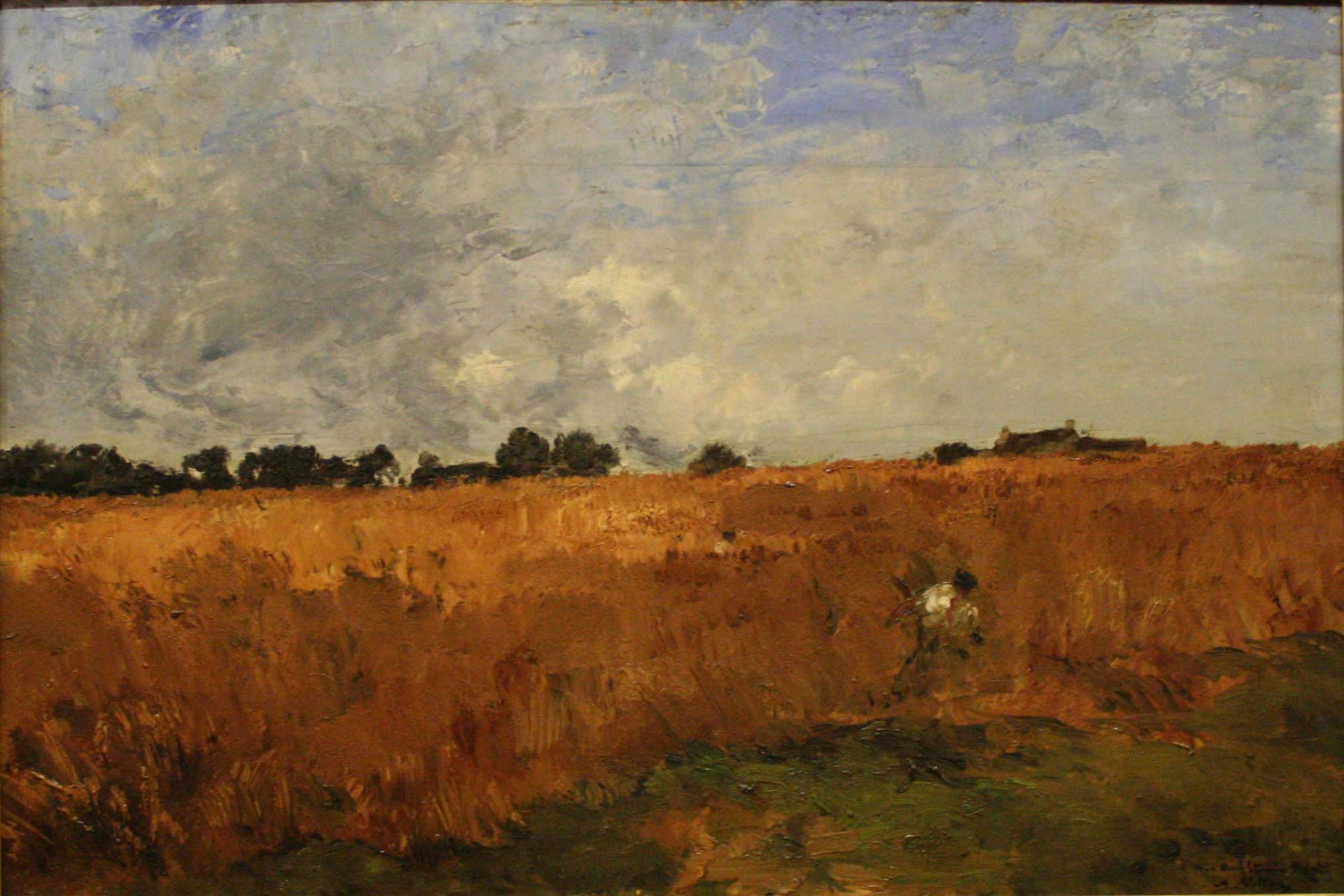
La moisson
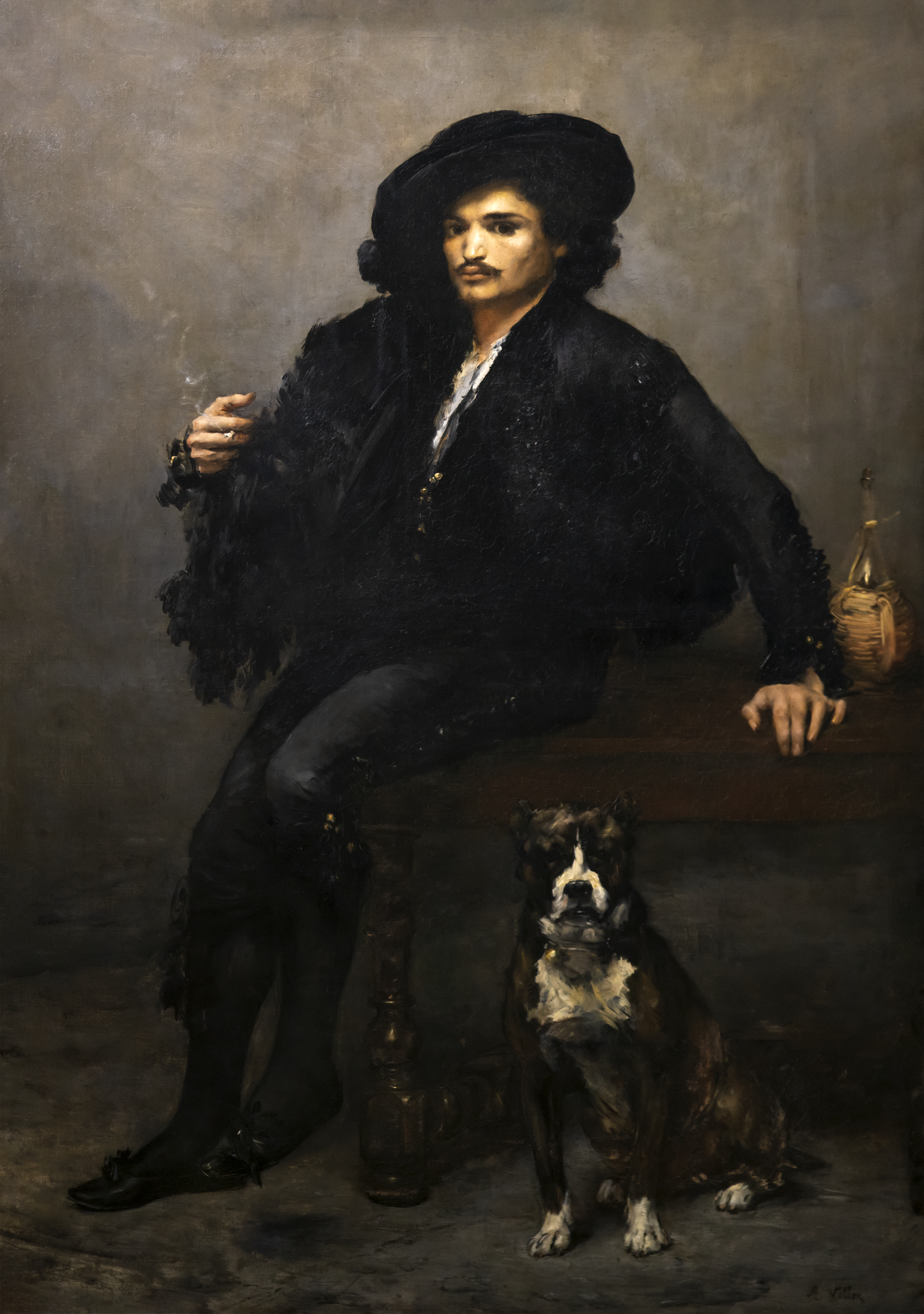
Espagnol, 1878